# 嘉祿·奧索羅·西耶拉
嘉祿·奧索羅·西耶拉（西班牙語：Carlos Osoro Sierra；1945年5月16日—）是天主教西班牙籍司鐸級樞機及現任馬德里總教區總主教。

## 生平
奧索羅·西耶拉於1936年8月24日在西班牙坎塔布里亞的市鎮卡斯塔涅達出生。他於1973年7月29日晉鐸。
1997年2月22日首牧，並被時任教宗若望·保祿二世任命為奧倫塞教區主教。2002年1月7日，出任為奧維耶多總教區總主教。2006年至2007年間，更兼任為桑坦德教區宗座署理。1994年7月28日，任命為華倫西亞總教區總主教。
直到2014年8月28日安多尼·瑪利亞·羅烏科·巴雷拉樞機榮休，奧索羅·西耶拉接替出任馬德里總教區正權總主教。同年10月25日正式就任。2016年6月9日，聖座成立西班牙東方禮教長區，並由奧索羅·西耶拉兼任為教長。
2016年10月9日，時任教宗方濟各在三鐘經中宣布，將於同年11月19日擢升奧索羅·西耶拉為司鐸級樞機。